# Теорія прихильності

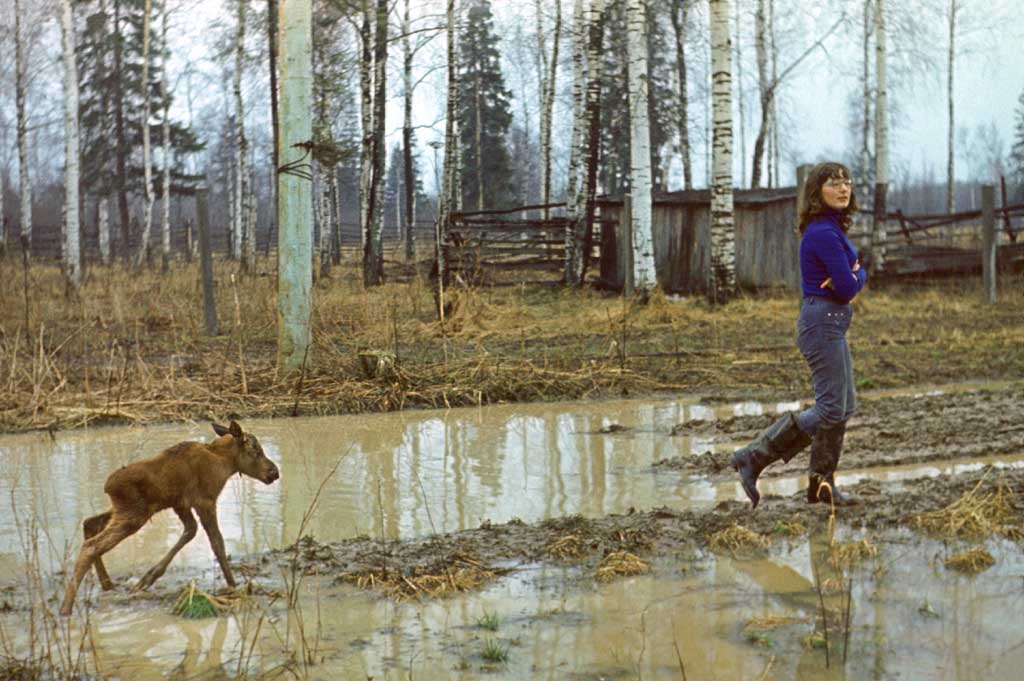
Вигодуваний з пляшечки лось сформував прихильність до своєї доглядальниці

Теорія прихильності (англ. Attachment theory) — еволюційно-етологічна теорія психології розвитку британського психоаналітика Джона Боулбі. Згідно з теорією, стосунки прихильності (або прив'язаності), сформовані в перші 3-4 роки життя, відіграють ключову роль у психологічному розвитку та подальшому функціонуванні людини. Немовля має сформувати надійну прихильність принаймні до однієї людини, що турбується про неї, для нормального соціального і психічного здоров'я.
Кожна людина від народження має потребу в близькості. Подібно дитинчатам багатьох видів, у немовлят виробляється імпринтинг на об'єкт прихильності (матір чи людину, яка її замінює), за яким вони наполегливо прямують, коли він віддаляється. 
Вирішальне значення у формуванні надійної прихильності має якість батьківського догляду, хоча і немовлята, зі свого боку, грають у цьому роль, стимулюючи всіма доступними їм засобами (криком, плачем, мімікою, жестами) своїх батьків до проявів турботи і ніжності. Як продукт еволюції, дитина відчуває потребу залишатися поруч з об'єктом прихильності, бо втрата контакту з ним може означати її загибель.
У дослідженнях Боулбі виявив, що надійний емоційний зв'язок між немовлям і матір'ю допомагає дитині:
- долати страх і занепокоєння;
- справлятися зі стресом;
- розуміти те, що вона сприймає;
- логічно мислити;
- покладатися на себе;
- досягти максимального інтелектуального потенціалу;
- розвивати гармонійні стосунки в подальшому житті.

Тому збереження цього зв'язку впродовж дорослого життя є джерелом безпеки, радості та впевненості. Це своєрідне переживання того, що близька нам людина й надалі буде для нас доступною. Саме тому багато дорослих дітей телефонують у важкі періоди життя батькам. Вони знають, що дзвінок їм не допоможе, проте відчуття турботи близької людини заспокоює їх.